# 1996 JV
1996 JV är en asteroid i huvudbältet som upptäcktes 12 maj 1996 av den amerikanske astronomen Timothy B. Spahr vid Catalina Station.
Asteroiden har en diameter på ungefär 6 kilometer.